# Белл, Джордж (бригадный генерал)
Джордж Белл (англ. George Bell; 1828—1907) — бригадный генерал армии США, в Гражданскую войну воевал на стороне Армии Союза. Отец генерал-майора Джорджа Белла младшего.

## Биография
Родился 12 марта 1828 года в городе Хейгерстаун, штат Мэриленд, в многодетной семье Уильяма Даффилда Белла (1793-1841) и его жены Сьюзан Гарри Белл (1799-1870).
Белл окончил Военную академию США 14-м по успеваемости в выпуске 1853 года и был назначен временным вторым лейтенантом артиллерии. 31 октября 1853 года получил постоянное звание второго лейтенанта 1-го артиллерийского полка. 
Служил во многих фортах США: Fort Hamilton, Fort McIntosh, Fort Brown, Fort McHenry и Fort Clark. Принимал участие в боевых действиях во время Семинольских войн во Флориде в середине 1850-х годов.
В начале Гражданской войны в США был назначен помощником генерала в Техасе, затем перевелся в Мэриленд и был назначен квартирмейстером в Аннаполисе. С 1861 по 1865 год он продолжал служить на должностях в сфере обеспечения: был офицером отвечающим за склады в Александрии, штат Вирджиния; инструктором комиссаров и помощником комиссара армии Потомака; главным комиссаром департамента Department of the Susquehanna; офицером, отвечающий за склады в Вашингтоне, округ Колумбия. Во время войны имел звания майора, подполковника, полковника и бригадного генерала.
После окончания гражданской войны Джордж Белл с октября 1865 года по март 1869 года был главным комиссаром департамента Department of Washington. Затем продолжал служить в главных комиссариатах до конца своей военной карьеры в военных департаментах: Department of the South (Атланта), Department of the Ohio (Цинциннати),  Department of the Missouri (Форт Ливенворт),  Department of the East (Нью-Йорк).
Джордж Белл ушел в отставку в 1892 году, проживал в Вашингтоне, округ Колумбия. В 1904 году Белл стал бригадным генералом в отставке.
Умер 2 января 1907 года в родном городе, где был похоронен на кладбище Роуз-Хилл-Семетери.

### Семья
В 1858 году Белл женился в Сан-Антонио, штат Техас на Isabella McCormick (1835–1920) из Вашингтона. У них было семь сыновей и одна дочь. Два сына стали военными, окончив Вест-Пойнт.